# Luigi Bonazza
Luigi Bonazza (Arco, 1º febbraio 1877 – Trento, 4 novembre 1965) è stato un pittore italiano.

## Biografia
Luigi Bonazza è nato nel 1877 ad Arco, in provincia di Trento, fra il 1893 e il 1897 ha studiato con Luigi Comel presso la Scuola Reale Elisabettina di Rovereto. Nel 1897 si è trasferito a Vienna dove si iscrive alla Kunstgewerbeschule. Ha studiato pittura con Felician von Myrbach e Franz von Matsch ed è entrato in contatto con le secessioni. Nel 1904 vinse un concorso per la realizzazione di una locandina per la Società alpinisti tridentini.
Nel 1912 è tornato a Trento dove assieme ad altri artisti ha fondato il Circolo Artistico Trentino. Fra il 1914 e gli anni quaranta decora la propria casa, rimodellandola secondo gli ideali artistici viennesi. Per evitare l'arruolamento nell'esercito dell'Impero austro-ungarico fuggì in Italia: fra il 1916 e il 1918 vive a Vizzola Ticino, vicino a Milano. Qui lavora per Gianni Caproni realizzando acquarelli e incisioni sul volo. Tornò a Trento nel 1918 con la fine della prima guerra mondiale. In seguito dipinge soprattutto paesaggi neodivisionisti e ritratti. Nel 1925 sottoscrive il Manifesto degli intellettuali fascisti. Fra il 1932 e il 1933 ha decorato il Palazzo delle Poste di Trento. Visse per un periodo a Torbole sul Garda, ma durante la seconda guerra mondiale rimase a Trento nonostante i bombardamenti fino al 1944, quando si spostò a Bosentino. Dopo la guerra tornò a Trento, ma negli anni cinquanta dovette smettere di dipingere a causa di un peggioramento della vista. Morì nel 1965.

## Opere

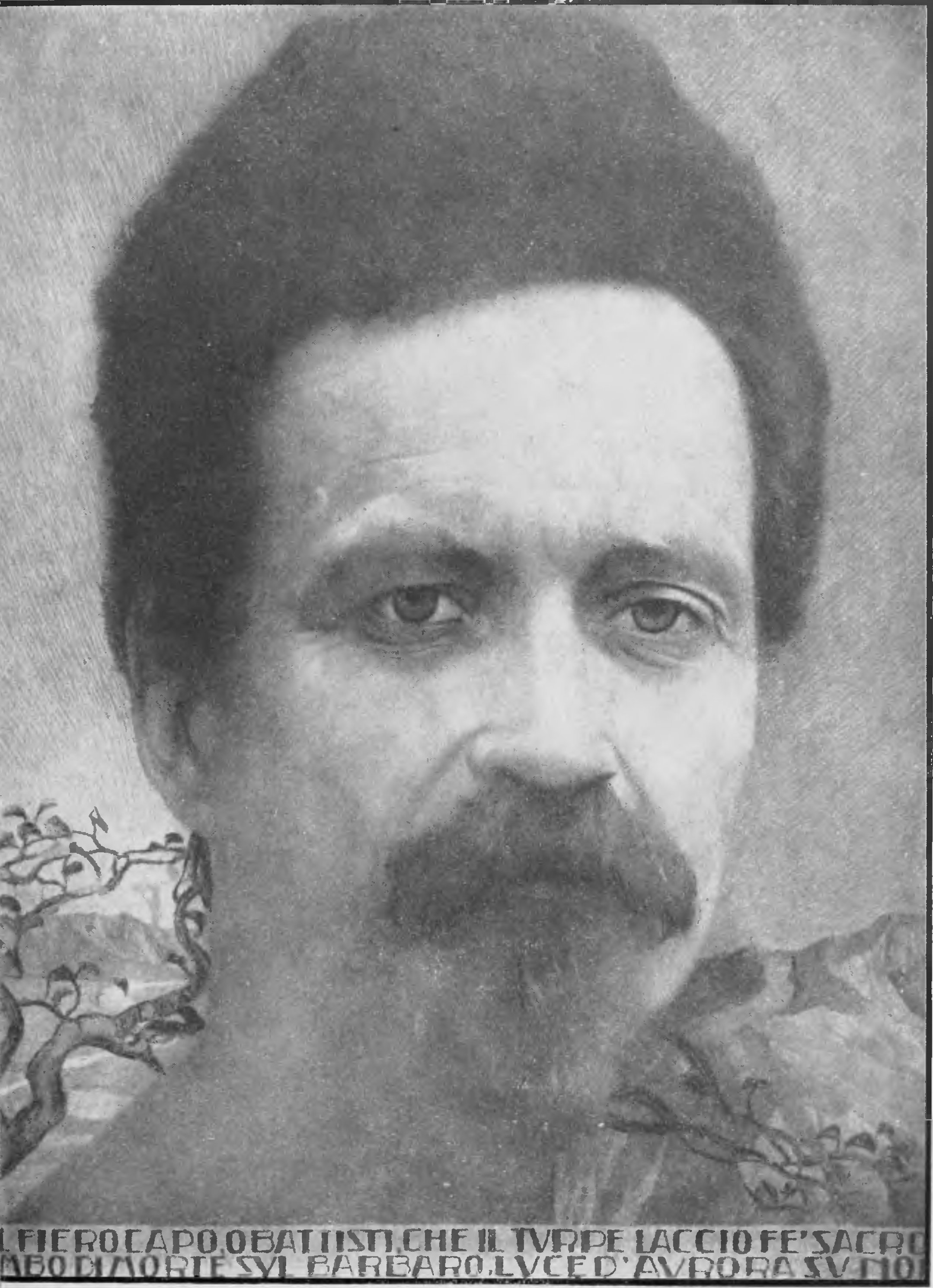
Cesare Battisti, acquaforte pubblicata sulla copertina di Giovanni Lorenzoni, Cesare Battisti and the Trentino

- Leda con il cigno, cartoncino e biacca su carta (circa 1898/99)
- La leggenda di Orfeo/Rinascita d'Euridice/Morte d'Orfeo, trittico (1905)
- Jovis Amores (Amori di Giove), sei acqueforti su acciaio (1906-1910)
- Allegorie del giorno, serie (1909-1920)
- Cesare Battisti, acquaforte (1916)
- Aereo Caproni nella notte, acquerello su carta (1916)
- Notte d'estate (1916)
- Gabriele D'Annunzio, acquaforte (ca. 1925)
- Notte d'Estate (1928)
- La nascita del giorno (1930)
- Il ricevimento dei tre cardinali nel Palazzo a Prato ai tempi del Concilio, affresco al Palazzo delle Poste di Trento (1932-1933)
- Bosco d'autunno (1940)

## Mostre
Mostre collettive
- Esposizione Internazionale (1906)
- X Esposizione internazionale d'arte di Venezia (1912)
- XII Esposizione internazionale d'arte di Venezia (1920)
- XIII Esposizione internazionale d'arte di Venezia (1922)

Mostre dedicate a Luigi Bonazza
- "Mito e allegoria nell'opera di Luigi Bonazza, Luigi Ratini, Benvenuto Disertori", MART (2004)[3]
- "Luigi Bonazza", Galleria Civica Giovanni Segantini di Arco (2004-2005)[4]
- "Omaggio a Luigi Bonazza", Galleria d'arte Dusatti di Rovereto (2005)[5]
- "Omaggio a Luigi Bonazza", Casa Galazzini di Breguzzo (2005)[6]